# Maqbanah (huyện)
Huyện Maqbanah là một huyện thuộc tỉnh Ta`izz, Yemen. Đến thời điểm năm 2003, huyện này có dân số 62471 người